# Ch!pz
I Ch!pz sono un gruppo musicale olandese, dedito ai generi pop ed eurodance e formatosi nel 2003 dopo vari provini sull'emittente televisiva Jetix.

## Storia
Componenti del gruppo sono: Rachel van den Hoogen (Rach-L),  Cilla Niekoop (C!lla), Peter Rost (Peter) e Kevin Hellenbrand (Kev!n).
In totale, la band ha pubblicato sei album, il primo dei quali è del 2004 e si intitola The Adventures of Ch!pz. Tra le loro canzoni più note, figura Captain Hook.

## La band
- Rachel van den Hoogen (Rach-L) (nata il 27 novembre 1983)
- Cilla Niekoop (C!lla) (nata l'11 dicembre 1985)
- Peter Rost (Peter) (nato il 19 aprile 1984)
- Kevin Hellenbrand (Kev!n) (nato il 14 febbraio 1985)

## Discografia

### Album
- 2004 - The Adventures of Ch!pz
- 2005 - The World of Ch!pz
- 2006 - Past: Present: Future: Part I
- 2006 - Past: Present: Future: Part 2
- 2007 - The H!tz Collection
- 2008 - CDX (Chipz Dance Xper!enz)